# Keeskogel
Keeskogel är en bergstopp i Österrike.   Den ligger i distriktet Zell am See och förbundslandet Salzburg, i den centrala delen av landet, 300 km väster om huvudstaden Wien. Toppen på Keeskogel är 3 291 meter över havet, eller 480 meter över den omgivande terrängen. Bredden vid basen är 4,5 km.
Terrängen runt Keeskogel är huvudsakligen bergig. Runt Keeskogel är det ganska glesbefolkat, med 26 invånare per kvadratkilometer.. Närmaste större samhälle är Neukirchen am Großvenediger, 13,4 km norr om Keeskogel. 
Trakten runt Keeskogel består i huvudsak av gräsmarker.